# Oberuckersee
Oberuckersee  (svenska: Övre Uckersjön) är en insjö i tyska förbundslandet Brandenburg. Sjön ligger 15 kilometer söder om Prenzlau i distriktet Uckermark och ingår i biosfärreservatet Schorfheide-Chorin.
Vid sjöns sydliga strand ligger ån Uckers källa. Ån genomflyter sjön Oberuckersee i nordlig riktning och avvattnar den till sjön Unteruckersee (svenska: Nedre Uckersjön). 